# Vieux Chaillol
Vieux Chaillol (3163 m n.p.m.) – szczyt w grupie górskiej Écrins we francuskich Alpach Delfinackich, części Alp Zachodnich. Leży w departamencie Alpy Wysokie w regionie Prowansja-Alpy-Lazurowe Wybrzeże.
Jest najdalej na południowy zachód wysuniętym trzytysięcznikiem tej grupy górskiej. Leży w drugorzędnym grzbiecie, wybiegającym w kierunku południowo-zachodnim od szczytu Les Bans (3669 m n.p.m.) i rozdzielającym doliny rzeki Drac (region Champsaur) na południu od doliny jej dopływu Séveraisse (region Valgaudemar) na północy. Pomimo znacznej wysokości nie jest szczytem zlodowaconym - najbliższym lodowcem jest położony ok. 1,2 km na północny wschód lodowiec Glacier de l'Aup.
Vieux Chaillol jest dobrym punktem widokowym zarówno w kierunku północno-wschodnim, na grupę Écrins (zwłaszcza masywy Les Bans i L'Olan), jak i na położone na zachodzie Préalpes du Dauphiné (zwłaszcza Masyw Dévoluy). Szczyt można zdobyć ze schroniska Refuge du Tourond (1712 m). Najbliższa miejscowość to Saint-Michel-de-Chaillol.